# Charles Kellogg (Politiker, 1773)

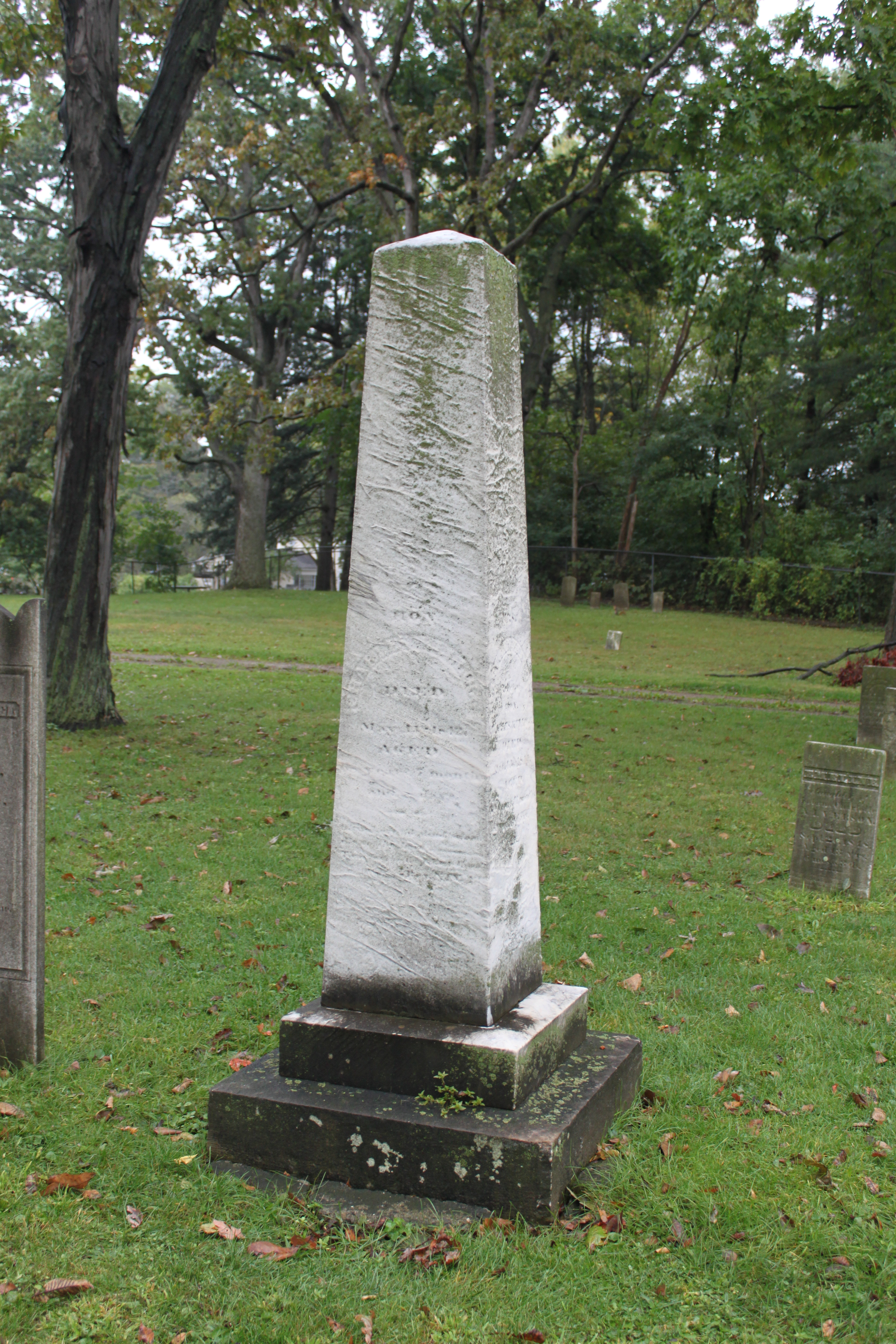
Grabstätte von Charles Kellogg auf dem Fairview Cemetery in Ann Arbor

Charles Kellogg (* 3. Oktober 1773 in Sheffield, Province of Massachusetts Bay; † 11. Mai 1842 in Ann Arbor, Michigan) war ein US-amerikanischer Jurist und Politiker. Zwischen 1825 und 1827 vertrat er den Bundesstaat New York im US-Repräsentantenhaus.

## Werdegang
Charles Kellogg wurde ungefähr zwei Jahre vor dem Ausbruch des Amerikanischen Unabhängigkeitskrieges im Berkshire County geboren. Er besuchte Gemeinschaftsschulen. 1798 zog er nach Cayuga County, wo er Kelloggsville gründete. Er ging kaufmännischen Geschäften nach. Daneben betrieb er eine Getreidemühle in New Hope. Er studierte Jura. Nach dem Erhalt seiner Zulassung als Anwalt begann er zu praktizieren. Er war County Judge. Zwischen 1808 und 1810 saß er in der New York State Assembly. Dann war er Friedensrichter im Sempronius Township. Am 1. Juli 1814 wurde er zum Postmeister in Kelloggsville ernannt – ein Posten, den er bis zum 6. September 1825 innehatte. Während dieser Zeit saß er zwischen 1820 und 1822 wieder in der New York State Assembly. Politisch gehörte er der Jacksonian-Fraktion an. Bei den Kongresswahlen des Jahres 1824 für den 19. Kongress wurde Kellogg im 24. Wahlbezirk von New York in das US-Repräsentantenhaus in Washington, D.C. gewählt, wo er am 4. März 1825 die Nachfolge von Rowland Day antrat. Er schied nach dem 3. März 1827 aus dem Kongress aus. Nach seiner Kongresszeit ging er landwirtschaftlichen Tätigkeiten nach. 1839 zog er nach Ann Arbor, wo er ungefähr vier Jahre vor dem Ausbruch des Mexikanisch-Amerikanischen Krieges verstarb. Sein Leichnam wurde dann auf dem Fairview Cemetery beigesetzt.